# Абурджания, Георгий
Гео́ргий Абурджа́ния (груз. გიორგი აბურჯანია; род. 2 января 1995, Тбилиси) — грузинский футболист, полузащитник турецкого клуба «Хатайспор» и сборной Грузии.

## Игровая карьера
Георгий Абурджания начал свою карьеру в «Металлурге» (Рустави) в 2010 году. Затем он поиграл за грузинские клубы «Дила» и «Локомотив» (Тбилиси). 17 июня 2014 года он подписал двухлетний контракт с кипрским клубом «Анортосис».
8 января 2016 года Абурджания переехал в Испанию, подписав трёхлетний контракт с клубом второго дивизиона Испании «Химнастик» (Таррагона). В конце января он дебютировал за клуб, сразу став игроком основного состава. Первый гол на испанской земле Георгий забил 20 марта 2016 года в игре против фарм-клуба «Бильбао Атлетик».
2 августа 2016 года он подписал четырёхлетний контракт с «Севильей», став выступать за фарм-клуб также во втором дивизионе. 1 августа 2018 года, после вылета фарм-клуба «Севильи» из второго дивизиона, Абурджания был отдан в аренду в «Луго».
В июле 2019 года Абурджанию отдали в аренду в голландский «Твенте». 3 августа Георгий дебютировал в чемпионате Нидерландов. 15 сентября 2019 года забил первый гол в матче с «Фортуной» (Ситтард), встреча завершилась в итоге со счётом 3:2.

## Карьера в сборной
Пройдя все уровни сборных Грузии (до 17, до 19 и до 21), Абурджания дебютировал в основной сборной 29 марта 2016 года в товарищеском матче с Казахстаном.